# Gran Sasso raid
Gran Sasso raid (også benævnt Operation Eiche) er betegnelsen for de tyske troppers befrielse af den styrtede italienske diktator ("Il Duce") Benito Mussolini den 12. september 1943 fra Gran Sasso.
Da de allierede havde gennemført landgangen i Italien på (Sicilien 10. juli 1943, beordrede kong Victor Emmanuel Mussolini taget til fange. Under et besøg hos kongen den 25. juli blev Mussolini arresteret og ført væk skjult i en ambulance .
Hitler ville ikke lade sin kollega i stikken og kaldte den 25. juli 1943 SS Hauptsturmführer Otto Skorzeny til sit hovedkvarter Wolfsschamze, hvor han fik til opgave at lokalisere og befri Benito Mussolini. Skorzeny, der tilhørte specialenheden Sonderverband z.b.V Friedenthal under Walter Schellenberg, blev med
henblik på denne opgave tilknyttet faldskærmstroppernes chef, general Kurt Student.

## Forberedelserne
Sammen med sin næstkommanderende Karl Radl tog Skorzeny til Rom for som indledning til operationen at finde ud af, hvor Mussolini befandt sig. Efter tre ugers undersøgelser fandt han ud af, at Mussolini via havnebyen Gaeta var blevet bragt til en lille ø – Ponza (som Mussolino selv havde anvendt til anbringelse af politiske fanger). Men Mussolini var i
mellemtiden blevet overført til Sardinien, hvor han ved havnebyen La Maddalena holdtes fanget i "Villa Kern". Forklædt som tysk sømand tog Skorzeny og en italiensktalende løjtnant Warger til øen og fik hurtigt bekræftet, at Mussolini faktisk blev holdt fanget i villaen, der havde et stærkt forsvar. Den 18. august fløj Skorzeny tilbage til hovedlandet i sin Heinkel 111
for at hente forstærkning i form af sine egne SS faldskærmstropper. På turen blev flyet angrebet af to engelske jagerfly. Det lykkedes piloten at sætte flyet ned på vandet. Skorzeny, der havde brækket tre ribben, og de andre blev reddet af et italiensk fartøj, der skulle beskytte Mussolini.
To dage senere var Skorzeny tilbage i Rom hvor Radl kunne fortælle, at admiral Canaris mente, at Mussolini holdtes fanget på Elba. Ved hjælp af general Student fik Skorzeny foretræde for Hitler og overbeviste ham om, at Mussolini befandt sig i Villa Kern på Sardinien og fik Hitlers accept af en plan for redning af Mussolini. Tilbage på Sardinien kunne Skorzeny konstatere, at Mussolini var blevet fløjet til et nyt skjulested.
I Rom måtte Skorzeny genoptage eftersøgningen af Mussolini. På et tidspunkt opsnappede tyskerne en besked fra det italienske inderigsministerium om at sikkerhedsforanstaltningerne ved Gran Sasso var på plads. Beskeden var underskrevet af general Cueli, som de vidste var ansvarlig for Mussolinis sikkerhed.

## Angrebet
Skorzeny og Radl fastslog, at Mussolini måtte befinde sig på Hotel Campo Imperatore, der var bygget kort før krigen. Ved en overflyvning konstaterede de, at området var stærkt bevogtet. Skorzeny fik øje på et lille trekantet plateau, som han mente kunne bruges til landing enten med faldskærmstropper eller med svævefly. Luftwaffes eksperter mente, at plateauet var for lille til nogen af delene, og at luften i øvrigt var for tynd til svævefly. Skorzeny besluttede alligevel, at landsætte sine tropper med svævefly. Til angrebet anvendtes svævefly af typen DFS 230, der hver kunne laste otte personer samt en besætning på to. Der blev anvendt en modificeret udgave DFS 230C-1, med bremseraketter i næsen og ekstra dør foran vingerne.
Angrebet skulle finde sted den 12. september om morgenen, men svæveflyene blev noget forsinkede så angrebet og kunne ikke sættes ind om morgenen. Radl benyttede lejligheden til at hente den tyskvenlige general Soletti fra Rom. Han skulle få det italienske vagtmandskab til ikke at skyde. Netop da soldaterne skulle til at gå om bord i de 12 svævefly, blev flyvepladsen angrebet af amerikanske bombefly. Mirakuløst blev ingen af svæveflyene ramt og kl. 13 kunne de starte. Ret hurtigt mistede nogle fly orienteringen og et par stykker havarerede i bombekratere under starten.
Da de andre fik øje på Aquila dalen og de tyske tropper, der skulle angribe Gran Sasso på vej op ad bjerget, slap de bugserkablerne og fandt landingspladsen, som var meget stejl og fyldt med klippestykker.
Skorzenys fly standsede kun ca. 15 meter fra hotellet og det lykkedes ham og hans mænd fra de andre fly at trænge ind i hotellet og finde Mussolini uden at løsne et skud.

Det var planen at bringe Mussolini ud via fly, og tyske faldskærmstropper havde derfor besat den nærliggende flyveplads Aquila, men Skorzeny kunne ikke få kontakt med Rom og få fat i de nødvendige fly. Plan to var at lade et let fly lande ved hotellet; det blev forsøgt, men flyet beskadigede understellet og kunne ikke lette igen. Over hotellet kredsede kaptajn Gerlach, general Students personlige pilot, i et Fieseler Fi 156 "Storch" recognoseringsfly. Han gennemførte en perfekt landing, men da han hørte, at Skorzeny ville have ham til at lette ikke bare med Mussolini, men også med Skorzeny selv, afviste han blankt. Han gav dog efter, og det lykkedes Gerlach at få flyet i luften. Få timer senere var Mussolini i Wien. Den 23. september blev han af Hitler indsat som statschef for den nordlige italienske republik. 
Skorzeny blev forfremmet til SS-Sturmbannführer og fik tildelt Jernkorsets ridderkors for aktionen.
42°25′34″N 13°31′42″Ø / 42.4261°N 13.5283°Ø